# Tournoi de tennis de Toronto
Ne pas confondre avec l'Open du Canada
Le tournoi de Toronto (Ontario, Canada) est un tournoi de tennis féminin du circuit professionnel WTA et masculin des circuits World Championship Tennis et ATP World Tour.
La compétition féminine a été organisée à quatre reprises, de 1978 jusqu'á 1981.
Le tournoi masculin, également connu comme Toronto Indoor ou Skydome World Tennis en 1990, a connu trois périodes d'existence : de 1972 à 1977, de 1985 à 1986 et enfin en 1990. Il a fait partie du circuit World Championship Tennis de 1972 à 1974 et du circuit Grand Prix pour les autres éditions.

## Palmarès dames

### Simple
| No | Date       | Nom et lieu du tournoi           | Catégorie | Dotation | Surface    | Vainqueure           | Finaliste     | Score         |         |
| -- | ---------- | -------------------------------- | --------- | -------- | ---------- | -------------------- | ------------- | ------------- | ------- |
| 1  | 06-02-1978 | Avon Futures of Toronto, Toronto | Futures   | 20 000 $ | Dur (int.) | Sharon Walsh         | Helen Anliot  | 4-6, 6-4, 7-6 | Tableau |
| 2  | 29-01-1979 | Avon Futures of Toronto, Toronto | Futures   | 25 000 $ | Dur (int.) | Barbara Potter       | Bettina Bunge | 6-1, 6-4      | Tableau |
| 3  | 11-02-1980 | Avon Futures of Toronto, Toronto | Futures   | 25 000 $ | Dur (int.) | Paula Smith          | Glynis Coles  | 6-4, 6-3      | Tableau |
| 4  | 12-01-1981 | Avon Futures of Toronto, Toronto | Futures   | 30 000 $ | Dur (int.) | Claudia Kohde-Kilsch | Nina Bohm     | 4-6, 6-2, 7-5 | Tableau |

### Double
| No | Date       | Nom et lieu du tournoi          | Catégorie | Dotation | Surface    | Vainqueures                      | Finalistes                       | Score         |         |
| -- | ---------- | ------------------------------- | --------- | -------- | ---------- | -------------------------------- | -------------------------------- | ------------- | ------- |
| 1  | 06-02-1978 | Avon Futures of Toronto Toronto | Futures   | 20 000 $ | Dur (int.) | Bunny Bruning Sharon Walsh       | Mimi Wikstedt Jane Stratton      | 6-4, 7-5      | Tableau |
| 2  | 29-01-1979 | Avon Futures of Toronto Toronto | Futures   | 25 000 $ | Dur (int.) | Bunny Bruning Rayni Fox          | Brigitte Cuypers Renáta Tomanová | 6-4, 6-2      | Tableau |
| 3  | 11-02-1980 | Avon Futures of Toronto Toronto | Futures   | 25 000 $ | Dur (int.) | Marjorie Blackwood Pam Whytcross | Lea Antonoplis Kim Jones         | 3-6, 7-6, 6-3 | Tableau |
| 4  | 12-01-1981 | Avon Futures of Toronto Toronto | Futures   | 30 000 $ | Dur (int.) | Marjorie Blackwood Susan Leo     | Claudia Kohde-Kilsch Eva Pfaff   | 5-7, 7-6, 7-6 | Tableau |

## Palmarès messieurs

### Simple
| No | Date       | Nom et lieu du tournoi                   | Catégorie           | Dotation       | Surface         | Vainqueur      | Finaliste        | Score          |                |
| -- | ---------- | ---------------------------------------- | ------------------- | -------------- | --------------- | -------------- | ---------------- | -------------- | -------------- |
| 1  | 21-02-1972 | , Toronto                                |                     | NC $           | NC              | Rod Laver      | Ken Rosewall     | 6-1, 6-4       |                |
| 2  | 12-02-1973 | Toronto WCT, Toronto                     |                     | NC $           | NC              | Rod Laver      | Roy Emerson      | 6-3, 6-4       |                |
| 3  | 18-02-1974 | , Toronto                                |                     | NC $           | NC              | Tom Okker      | Ilie Năstase     | 6-3, 6-4       |                |
| 4  | 10-02-1975 | Rothmans International, Toronto          |                     | NC $           | NC              | Harold Solomon | Stan Smith       | 6-4, 6-1       |                |
| 5  | 09-02-1976 | , Toronto                                |                     | NC $           | NC              | Björn Borg     | Vitas Gerulaitis | 2-6, 6-3, 6-1  |                |
| 6  | 14-02-1977 | Toronto WCT, Toronto                     |                     | NC $           | NC              | Dick Stockton  | Jimmy Connors    | 5-6, ab.       |                |
|    | 1978-1984  | Pas de tournoi                           | Pas de tournoi      | Pas de tournoi | Pas de tournoi  | Pas de tournoi | Pas de tournoi   | Pas de tournoi | Pas de tournoi |
| 7  | 18-02-1985 | Molson Light Challenge, Toronto          |                     | 125 000 $      | Moquette (int.) | Kevin Curren   | Anders Järryd    | 7-6, 6-3       |                |
| 8  | 03-02-1986 | Corel North American Indoor, Toronto     |                     | 125 000 $      | Moquette (int.) | Joakim Nyström | Milan Šrejber    | 6-1, 6-4       |                |
|    | 1987-1989  | Pas de tournoi                           | Pas de tournoi      | Pas de tournoi | Pas de tournoi  | Pas de tournoi | Pas de tournoi   | Pas de tournoi | Pas de tournoi |
| 9  | 12-02-1990 | SkyDome World Tennis Tournament, Toronto | Championship Series | 1 005 000 $    | Moquette (int.) | Ivan Lendl     | Tim Mayotte      | 6-3, 6-0       |                |

### Double
| No | Date       | Nom et lieu du tournoi                   | Catégorie           | Dotation       | Surface         | Vainqueurs                         | Finalistes                        | Score              |                |
| -- | ---------- | ---------------------------------------- | ------------------- | -------------- | --------------- | ---------------------------------- | --------------------------------- | ------------------ | -------------- |
| 1  | 21-02-1972 | , Toronto                                |                     | NC $           | NC              | Robert Carmichael Ray Ruffels      | Roy Emerson Rod Laver             | 6-4, 4-6, 6-4      |                |
| 2  | 12-02-1973 | Toronto WCT, Toronto                     |                     | NC $           | NC              | John Alexander Phil Dent           | Roy Emerson Rod Laver             | 3-6, 6-4, 6-4, 6-2 |                |
| 3  | 18-02-1974 | , Toronto                                |                     | NC $           | NC              | Raúl Ramírez Tony Roche            | Tom Okker Marty Riessen           | 6-3, 2-6, 6-4      |                |
| 4  | 10-02-1975 | Rothmans International, Toronto          |                     | NC $           | NC              | Dick Stockton Erik van Dillen      | Anand Amritraj Vijay Amritraj     | 6-4, 7-5, 6-1      |                |
| 5  | 09-02-1976 | , Toronto                                |                     | NC $           | NC              | Jaime Fillol Frew McMillan         | Alex Metreveli Ilie Năstase       | 63-7, 6-2, 6-3     |                |
| 6  | 14-02-1977 | , Toronto                                |                     | NC $           | NC              | Wojtek Fibak Tom Okker             | Ross Case Tony Roche              | 6-4, 6-1           |                |
|    | 1978-1984  | Pas de tournoi                           | Pas de tournoi      | Pas de tournoi | Pas de tournoi  | Pas de tournoi                     | Pas de tournoi                    | Pas de tournoi     | Pas de tournoi |
| 7  | 18-02-1985 | Molson Light Challenge, Toronto          |                     | 125 000 $      | Moquette (int.) | Peter Fleming Anders Järryd        | Glenn Layendecker Glenn Michibata | 7-6, 6-2           |                |
| 8  | 03-02-1986 | Corel North American Indoor, Toronto     |                     | 125 000 $      | Moquette (int.) | Wojtek Fibak Joakim Nyström        | Christo Steyn Danie Visser        | 6-3, 7-6           |                |
|    | 1987-1989  | Pas de tournoi                           | Pas de tournoi      | Pas de tournoi | Pas de tournoi  | Pas de tournoi                     | Pas de tournoi                    | Pas de tournoi     | Pas de tournoi |
| 9  | 12-02-1990 | SkyDome World Tennis Tournament, Toronto | Championship Series | 1 005 000 $    | Moquette (int.) | Patrick Galbraith David Macpherson | Neil Broad Kevin Curren           | 2-6, 6-4, 6-3      |                |